# シェリダン郡区 (アイオワ州キャロル郡)
シェリダン郡区は、アメリカ合衆国、アイオワ州、キャロル郡にある16の郡区の一つである。2000年の国勢調査で、人口は461人だった。

## 地理
シェリダン郡区は、90.2平方キロメートル（34.82平方マイル)で、Lidderdaleが含まれる。アメリカ地質調査所によると、この郡区はEast LibertyとImmanuelの2つの霊園が含まれる。